# Uwe Ewers
Uwe Ewers (* 24. März 1944 in Bad Landeck, Landkreis Habelschwerdt; † 3. Juli 2007 in Berlin) war ein deutscher Politiker (CDU). Er war unter anderem Postinspektor und Mitglied des Berliner Abgeordnetenhauses.
Uwe Ewers besuchte eine Realschule und arbeitete bei der Deutschen Bundespost, ab 1984 als Postamtmann bzw. Postinspektor. Er trat bereits 1967 der CDU bei. Bei der Berliner Wahl 1971 wurde Ewers in die Bezirksverordnetenversammlung (BVV) im Bezirk Reinickendorf gewählt. Bei der folgenden Wahl 1975 wurde er in das Abgeordnetenhaus von Berlin gewählt. Nach 14 Jahren im Parlament schied er im November 1989 aus, da die BVV in Reinickendorf ihn zum Bezirksstadtrat gewählt hatte. Bis 2006 blieb Ewers Bezirksstadtrat.